# Didymocylindrus filiformis
Didymocylindrus filiformis är en plattmaskart. Didymocylindrus filiformis ingår i släktet Didymocylindrus och familjen Didymozoidae. Inga underarter finns listade i Catalogue of Life.